# Арона (Италия)
Аро́на (итал. Arona [aˈrona], пьем. Aron-a, ломб. Aruna [aˈruna], лат. Aruna) — город в Италии, расположен в регионе Пьемонт, подчинён административному центру Новара (провинция).
Население составляет 14 413 человек (на 2004 г.), плотность населения — 1022 чел./км². Занимает площадь 14 км². Почтовый индекс — 28041. Телефонный код — 322.
Покровителем города считается святой Грациан. Праздник города ежегодно отмечается 13 марта.

## История

### Арона в «ЭСБЕ»
В конце XIX — начале XX века на страницах «Энциклопедического словаря Брокгауза и Ефрона» этот населённый пункт был описан следующими словами:

«Арона — старинный город в итальянской провинции Новаре, лежит у склона горы, несколько на З., у южной части озера Лаго-Маджиоре, соединен ветвью на Новару (37 км) с сетью Верхнеитальянских железных дорог. В общине 4474 жит. (1881). Город имеет крепость, пароходную пристань, школу кораблестроения, прекрасный собор и ведет оживленную торговлю. В замке, построенном в 984 г., большая часть которого уничтожена пожаром 1674 г., родился св. Борромей. Недалеко от города, у духовной семинарии, воздвигнута ему в 1697 г. колоссальная статуя, которая возвышается на 20 м над пьедесталом из гранита вышиною в 14 м. Голова, руки и ноги статуи отлиты из бронзы, прочие части из кованой меди. Голова до того велика, что на ней могут одновременно поместиться 4 человека».

## Города-побратимы
- Компьень, Франция